# (5351) Diderot
(5351) Diderot est un astéroïde de la ceinture principale.

## Description
(5351) Diderot est un astéroïde de la ceinture principale. Il fut découvert par Eric Walter Elst le 26 septembre 1989 à La Silla. Il présente une orbite caractérisée par un demi-grand axe de 2,42 UA, une excentricité de 0,1429 et une inclinaison de 5,59° par rapport à l'écliptique.
Il fut nommé en hommage à Denis Diderot, écrivain, philosophe et encyclopédiste français des Lumières.

## Compléments